# Тонкопанцирні
Тонкопанцирні (Leptostraca) (від грецьких слів — тонка оболонка) є дрібними морськими ракоподібними.
Представники ряду, в тому числі добре вивчені Nebalia, проживають в усьому Світовому океані і, як правило, вони є фільтраторами планктону. Це єдиний сучасний ряд у підкласі Phyllocarida. Вважається, що вони являють собою найбільш примітивними представниками свого класу вищих ракоподібних (Malacostraca) і вперше з'являються в кембрії .

## Опис
Тонкопанцирні, як правило, невеликі ракоподібні, від 5 до 15 мм в довжину, відрізняються від усіх інших представників свого класу тим, що мають сім черевних сегментів, замість шести. На голові розміщені складні очі, дві пари антен, і пара щелеп. Панцир великий і складається з двох частин, що покривають голову і груди, в тому числі більшість грудних придатків і також служить виводковою сумкою для розвитку ембріонів .
Лептостраки мають зябра на їхніх грудних кінцівках, але й дихають через дихальну мембрану на внутрішній стороні панцира.

## Класифікація
Ряд Leptostraca ділиться на три родини, десять родів, що містять в цілому близько 40 описаних сучасних видів.

### Родини
- Nebaliidae
- Nebaliopsididae
- Paranebaliidae